# Henry Haversham Godwin-Austen

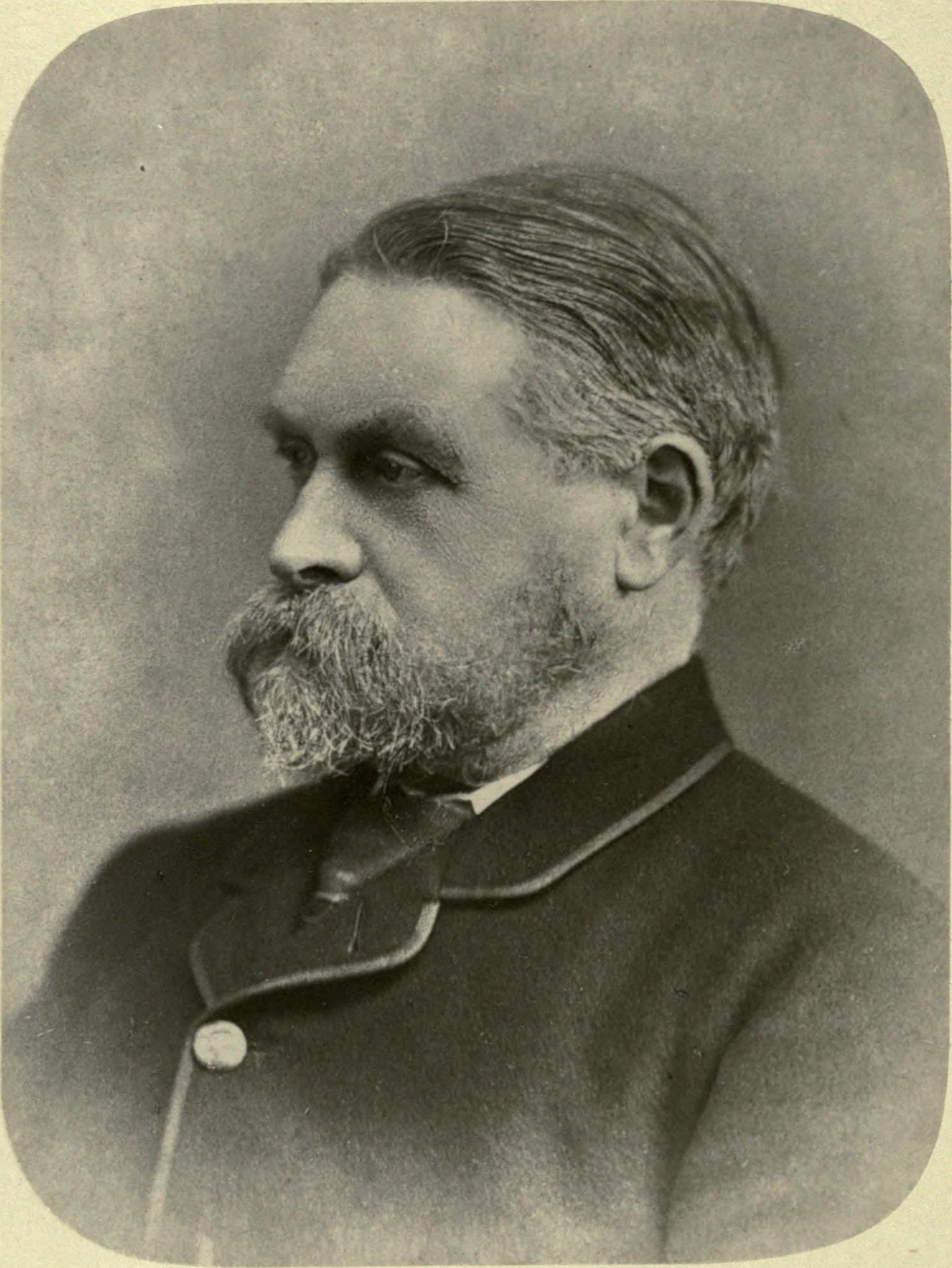
Henry Haversham Godwin-Austen

Henry Haversham Godwin-Austen (* 6. Juli 1834 in Teignmouth; † 2. Dezember 1923) war ein englischer Topograph, Geologe und Entdecker. Er war der Sohn von Robert Alfred Cloyne Godwin-Austen.

1853 trat Godwin-Austen der Armee bei und war in Burma (heute Myanmar) stationiert. Ab 1856 verrichtete er für viele Jahre Dienst bei der indischen Nationalbehörde für Landvermessung, der Survey of India. Seine Zuständigkeit galt ursprünglich für die Northwest Frontier Province, die aber auf das Territorium Northeast verlagert wurde. Dort verbrachte er die meiste Zeit seiner behördlichen Karriere. Später wurde er noch in andere Regionen entsandt (etwa Darjeeling, Bhutan und Assam). 
Aufgrund seiner Pionierarbeiten zur Entdeckung und Beschreibung der Gletschersysteme von Baltoro, Hispar und Biafo, erhielt der Gletscher, der vom Fuß des K2 im Karakorum südwärts verläuft, dies auf Veranlassung des Forschers William M. Conway, zu seinen persönlichen Ehren den Namen Godwin-Austen-Gletscher. Fälschlicherweise wurde sein Name in manchen Karten auch zur Bezeichnung des Berges selbst verwendet.
Godwin-Austen war ein guter Zeichner und er malte außerdem Aquarelle. So wurde eines seiner Aquarelle The Baltoro Glacier, Karakoram am 26. September 2007 bei Christie’s in London versteigert und erzielte einen Preis von 6,250 GBP (8.918 €). Die Echtheit bescheinigte eine Inschrift auf der Rückseite „Henry Haversham Godwin-Austen 1834-1923 surveyor and discoverer of glaciers in India“.
Aufgrund seines naturgeschichtlichen Interesses befasste er sich eingehend mit dem Land Indien und veröffentlichte dazu ein Buch. Fünf Bücher über zweihundert Forschungsartikel schrieb er im Bereich allein der Weichtierkunde. Als Ornithologe schrieb er das Buch Birds of Assam. Einige der Vogelarten beschrieb er darin erstmals.
Henry Haversham Godwin-Austen hatte den Rang eines Lieutenant-Colonel, war ein Fellow der Royal Society (FRS), und der Zoological Society of London (FZS), sowie der Royal Geographical Society (FRGS). Er war zudem Mitglied der British Ornithologists’ Union (MBOU).

## Veröffentlichungen
- Land and freshwater Mollusca of India; including South Arabia, Baluchistan, Afghanistan, Kashmir, Nepal, Burmah, Pegu, Tenasserim, Malay Peninsular, Ceylon and other islands of the Indian Ocean. Volume I. Publisher: Taylor and Francis London, 1882.
- Land and freshwater Mollusca of India Plates to Volume II. Publisher: Taylor and Francis London, 1889–1914.
- Land and freshwater Mollusca of India, Volume III, Part I, November 1920. Publisher: Taylor and Francis London, 1920.
- William Thomas Blanford † 1905 and Henry Haversham Godwin-Austen: The Fauna of British India, including Ceylon and Burma. Mollusca: Testacellidae and Zonitidae. „Published under the authority of the Secretary of State for India in Council.“ Edited by Lt.-Col. C. T. Bingham. Publisher: Taylor and Francis, London 1908.